# Islandia en los Juegos Olímpicos de Sarajevo 1984
Islandia estuvo representada en los Juegos Olímpicos de Sarajevo 1984 por cinco deportistas, cuatro hombres y una mujer, que compitieron en dos deportes.
La portadora de la bandera en la ceremonia de apertura fue la esquiadora alpina Nanna Leifsdóttir. El equipo olímpico islandés no obtuvo ninguna medalla en estos Juegos.